# Mîrna Dolîna
Mîrna Dolîna (în ucraineană Мирна Долина) este o așezare de tip urban din raionul Popasna, regiunea Luhansk, Ucraina. În afara localității principale, mai cuprinde și satele Bila Hora, Rai-Oleksandrivka și Ustînivka.

## Demografie
Componența lingvistică a așezării de tip urban Mîrna Dolîna
     Ucraineană (83,33%)
     Rusă (16,67%)
Conform recensământului din 2001, majoritatea populației așezării de tip urban Mîrna Dolîna era vorbitoare de ucraineană (83,33%), existând în minoritate și vorbitori de rusă (16,67%).